# جوش هاميلتون
جوش هاميلتون (بالإنجليزية: Josh Hamilton)‏ (و. 1981  م) هو لاعب كرة قاعدة، من الولايات المتحدة، ولد في رالي، كارولاينا الشمالية، يلعب كلاعب دفاع ‏.

## التعليم
تعلم في Athens Drive High School ‏.

## روابط خارجية
- جوش هاميلتون على موقع دوري كرة القاعدة الرئيسي (الإنجليزية)
- جوش هاميلتون على موقعبيزبول رفرنس.كوم (الدوري الرئيسي) (الإنجليزية)
- جوش هاميلتون على موقعبيزبول رفرنس.كوم (الدوري الثانوي) (الإنجليزية)
- جوش هاميلتون على موقع إي إس بي إن.كوم (أم.أل.بي) (الإنجليزية)
- جوش هاميلتون على موقع مشجعي الرسوم البيانية (الإنجليزية)